# 彈指曲球

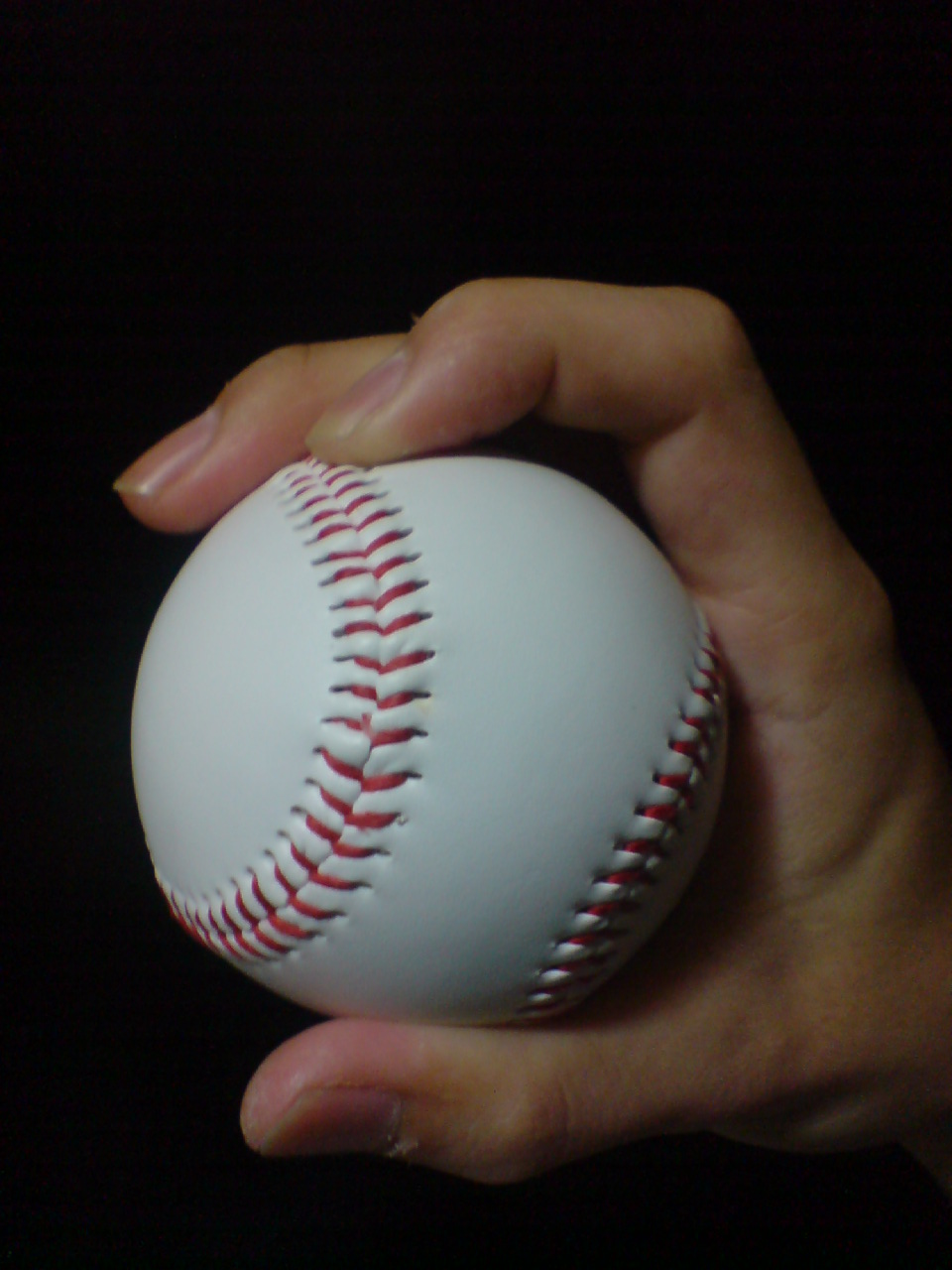
彈指曲球握法

彈指曲球（Knuckle Curve）是一種棒球的變化球，球速比曲球更慢，與直球搭配使用時所造成的時間差也會較大。行經的軌跡也與曲球類似，但投手可以利用手指施力而偏左或偏右，基本上彈指曲球還是歸類在縱向變化球。